# Vi gå över daggstänkta berg
"Vi gå över daggstänkta berg" är en svensk visa med text av Olof Thunman till en melodi av omtvistat ursprung, men som är tillskriven Edwin Ericsson. Texten publicerades 1906 i Strix julnummer och text och musik av Abraham Lundquists förlag 1908 och i samlingen "Den svenska frihetsvisan och andra sånger vid hembygdsmöten" utgiven av Norrländska studenters folkbildningsförening i Uppsala (1908), senare även av Vita bandet i Vita bandets sångbok(1915) och i Nu ska vi sjunga (1943), under "Vandringsvisor". Den ingick bland de stamsånger som var obligatoriska i skolundervisningen 1943–1969.

## Bakgrund
Olof Thunman var en entusiastisk fotvandrare och välkänd i trakterna runt Uppsala där han gick i sina stålskodda pjäxor, kostym och överrock. Som inspiratör hade han filosofen Jean-Jacques Rousseau för vilken vandrandet var ett livsbehov och inte en fråga om förflyttning. Vandringssången ”Vi gå över daggstänkta berg” skrev han år 1900 då han var 21 år. Olika versioner om visans uppkomst finns men enligt Ellenius tillkom den efter en glad kväll på järnvägshotellet i Flen. Thunman hade tjänstgöring som informator åt sönerna till bankdirektören Henning Ericsson i Flen och med den äldste sonen Edwin och stationsskrivaren Hjalmar Hökberg hade han tillbringat en sommarkväll år 1900 på hotellets restaurang som avslutades med en vandring på en väg mot Stenhammars slott. Edwin Ericsson spelade dragspel och Thunman improviserade de första raderna på ”Vi gå över daggfriska berg” (som senare ändrades till ”daggstänkta”).
Melodins ursprung är också omtvistat då några menat att det är en folkmelodi från Hälsingland medan Thunman själv sagt att han fått melodin av sin farmor och därmed trodde att den var från Gästrikland. Edwin Ericsson har däremot hävdat att det var han som komponerade melodin.
Texten publicerades första gången 1906 i tidningen Strix julnummer och två år senare gavs text och melodi ut i musikhandeln. Herman Sör Carlsson visar i en artikel i Upsala Nya Tidning 1990 att omkvädet "fallera" är ett senare påfund och att i originaltexten upprepas slutorden i versraden: ”Vi gå över daggstänkta berg, berg, berg”. Visan trycktes med text och melodi i Julius Hammarlunds Sånger för skola och hem 1910 utan "fallera" och i densammes textutgåva 1911 med "fallera". I ett skillingtryck från 1910 är "fallera" med.
I en vanlig version av sången lyder stroferna så här:
Vi gå över daggstänkta berg, fallera
som lånat av smaragderna sin färg, fallera.
Sorger ha vi inga,
våra glada visor klinga
när vi gå över daggstänkta berg, fallera.
I mänskor, förglömmen er gråt, fallera,
och kommen och följen oss åt, fallera.
Se, fjärran vi gånga
att solskenet fånga
ja kommen och följen oss åt, fallera.
De gamla och kloka må le, fallera
vi äro ej förståndiga som de, fallera.
Men vem skulle sjunga
om våren den unga,
om vi vore kloka som de, fallera?
Så gladeligt hand uti hand, fallera,
nu gå vi till fågel Fenix land, fallera.
Till ett sagoland som skiner
av kristaller och rubiner,
nu gå vi till fågel Fenix land, fallera.
Visan har även genomgått andra förändringar, bland annat förekommer en femte vers ”De väldiga skogarnas sus, sus, sus” bland annat i Sånger för skola och hem 1910 och Vita bandets sångbok 1915. Dessutom skrev Thunman ytterligare två strofer som aldrig verkar ha publicerats, bland annat:
Små flickor, små flickor för er, er, er
min enkla visa jag ger, ger, ger
den visan är väl ringa,
men ändå skall den klinga
små flickor, små flickor för er, er, er.
Denna vers har hittats i en handskriven bok från 1906 som tillhört en av Thunmans kamrater vid Konstakademin. Den andra versen som inte publicerats handlar om Thunmans arbetsgivare, bankdirektören Ericssons snålhet och publicerades nog aldrig – av diskretionsskäl:
Nu är vi i Sörmland igen, gen, gen
där finns det förståndiga män, män, män
som räkna sina pengar
och klår sina drängar
nu är vi i Sörmland igen, gen, gen.

## Andra publicerade texter

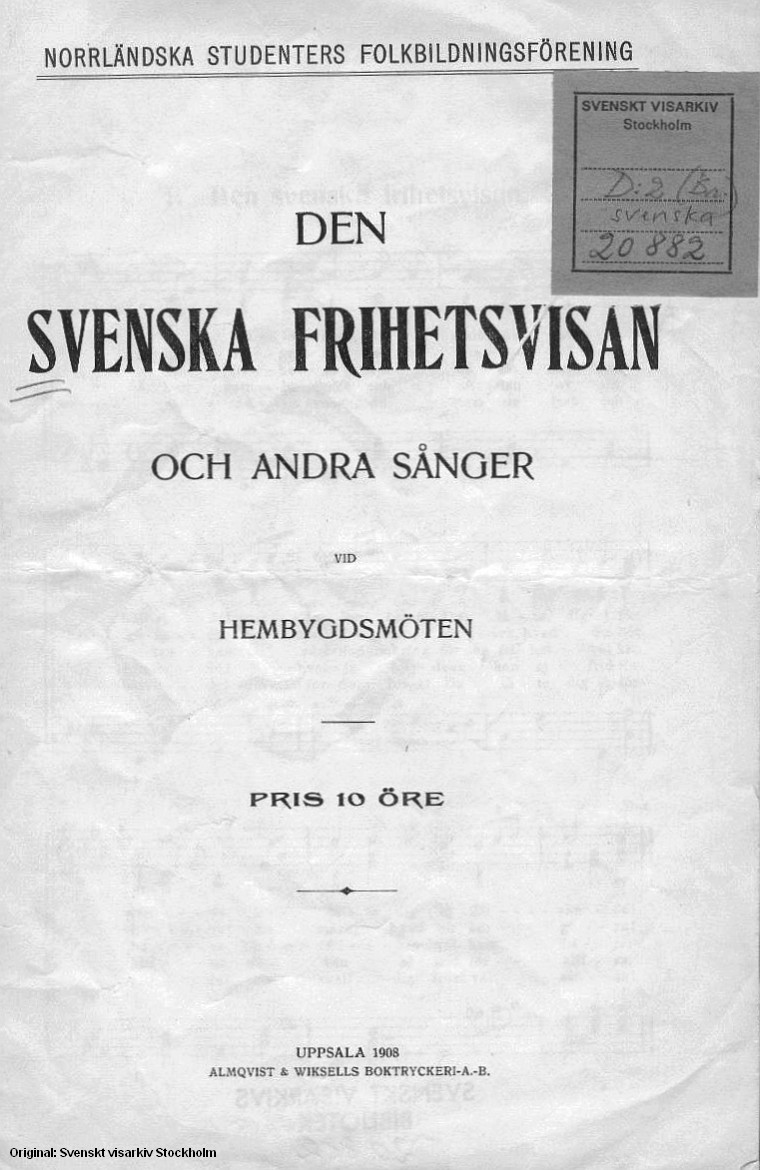
Dn svenska frihetsvisan, 1908.

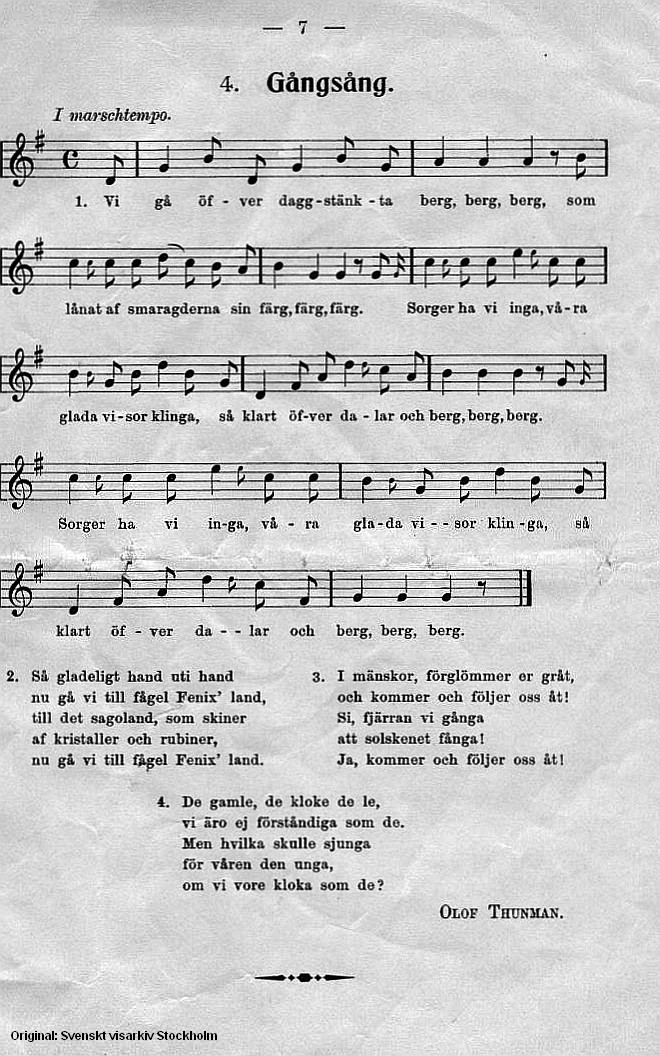
Ur "Den svenska frihetsvisan"

### UrDen svenska frihetsvisan(1908)
Gångsång.
1. Vi gå öfver daggstänkta berg, berg, berg, 

som lånat af smaragderna sin färg, färg, färg.  

Sorger ha vi inga,  

våra glada visor klinga,  

så klart öfver dalar och berg, berg, berg.  

    

2. Så gladeligt hand uti hand  

nu gå vi till fågel Fenix' land,  

till det sagoland, som skiner  

af kristaller och rubiner,  

nu gå vi till fågel Fenix' land.  

    

3. I mänskor, förglömmer er gråt,  

och kommer och följer oss åt!  

Si, fjärran vi gånga  

att solskenet fånga!  

Ja, kommer och följer oss åt!  

    

4. De gamle, de kloke de le,  

vi äro ej förståndige som de.  

Men hvilka skulle sjunga  

för våren den unga,  

om vi vore kloka som de?

### UrVita bandets sångbok(1915)

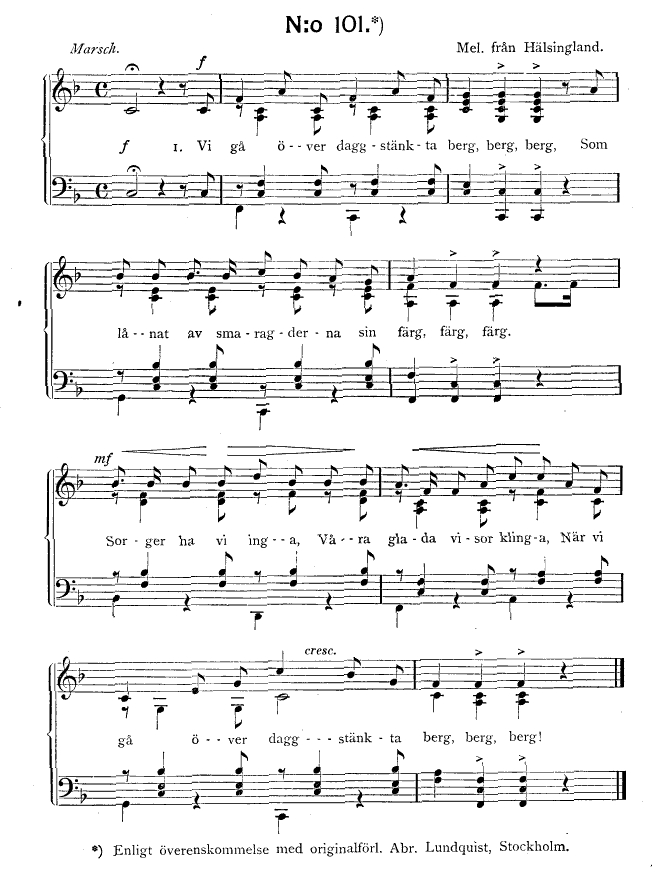
Ur Vita bandets sångbok, 1915.

1. Vi gå över daggstänkta berg, berg, berg,

Som lånat av smaragderna sin färg, färg, färg. 

Sorger ha vi inga, 

Våra glada visor klinga, 

När vi gå över daggstänkta berg, berg, berg! 

2. De gamla, de kloka må le, le, le, 

Vi äro ej förståndiga som de, de, de, 

Ty vem skulle sjunga 

Om våren den unga, 

Om vi vore kloka som de, de, de. 

3. O mänskor, förglömmer er gråt, gråt, gråt 

Och kommen och följen oss åt, åt, åt. 

Se, fjärran vi gånga 

Att solskenet fånga, 

Ja, kommen och följen oss åt, åt, åt. 

4. De väldiga skogarnas sus, sus, sus 

Gå mäktiga som orgeltoners brus, brus, brus, 

Och livets vardagsträta 

Så lätt det är förgäta 

Vid de väldiga skogarnas sus, sus, sus. 

5. Så gladeligt hand uti hand, hand, hand 

Nu gå vi till fågel Fenix’ land, land, land, 

Till ett sagoland, som skiner 

Av kristaller och rubiner, 

Nu gå vi till fågel Fenix’ land, land, land! 

### UrNu ska vi sjunga(1943)
Vi gå över daggstänkta berg
1. Vi gå över daggstänkta berg, fallera,

som lånat av smaragderna sin färg, fallera,

//: och sorger ha vi inga, våra glada visor klinga,

när vi gå över daggstänkta berg, fallera.://

2. De gamla och kloka må le, fallera,

vi äro ej förståndiga som de, fallera.

//: Men vem skulle sjunga om våren den unga,

om vi vore kloka som de? Fallera.://

3. O, mänskor, förglömmer er gråt, fallera,

och kommer och följer oss åt! Fallera.

//: Si, fjärran vi gånga att solskenet fånga.

Ja, kommer och följer oss åt! Fallera.://

4. Så gladeligt hand uti hand, fallera,

nu gå vi till fågel Fenix' land, fallera.

//: Till det sagoland, som skiner av kristaller och rubiner.

Nu gå vi till fågel Fenix' land, fallera.://

## Inspelningar
En tidig inspelning gjordes av Oscar Bergström i oktober 1908 utgiven av skivbolaget Skandinaviska Grammophon i Stockholm med titeln "Gångsång".
Sången har också spelats in på engelska, av Alice Babs och Svend Asmussen på albumet Scandinavian Songs of Alice Babs & Svend Asmussen 1964, med titeln "Through Valleys, Up Mountains".
En mer nylig men likväl enkel inspelning finns, med både sång och gitarrkomp av Christer Lindén.

## Övriga textversioner
Melodin används även för en text till en barnvisa på hebreiska med titeln Vår stora gröna bil, skriven av poeten Fania Bergstein på 1940-talet. Bergstein var medlem av den sionistiska ungdomsrörelsen He-Halutz Hatzair.
På tyska användes sången också av Wandervogel-rörelsen med texten Im Frühtau zu Berge. Den första textversionen på tyska är en översättning av okänd upphovsman och publicerades 1917. År 1924 publicerades en ny version av sången av Walther Hensel. Från mitten av 1920-talet förekom sången i många tyska sångböcker, bland annat i en sångbok för Hitlerjugend.

### Parodier
Det finns ett stort antal dryckesvisor baserade på melodin till "Vi gå över daggstänkta berg". Sången har också spelats in i en "skolgårdsvariant" av pojkar på Sofia skolgård, då under titeln "Vi gå över blodstänkta golv", som gavs ut på So makaroni 1982.

### Satir
Jan Myrdal skrev texten ”Han gick över Feshunda berg” till sitt satiriska bildspel B. Olsen löper livet ut. En TV‑film baserad på Jan Myrdals bildspel regisserades av Pelle Berglund och visades av TV1 1973 och 1981.